# قزازة (فلسطين)
قزازة، قرية فلسطينية مهجرة، تقع على بُعد 18 كم إلى الجنوب من مدينة الرملة. اعتدى اليهود على قزازة في كانون الأول من عام 1947 إبان الحكم البريطاني فقتلوا الكثير من سكانها، هدموا بيوتها وشتتوا من بقيَ من أهلها.

## موقع القرية
تقع محطة وادي الصرار لسكة حديد القدس– يافا على مسافة 6 كم إلى الشمال الغربي من قرية قزازة، وتربطها دروب ممهدة بقرى سجد، جليا وأم كلخة.
أقيمت قزازة في الطرف الشرقي من السهل الساحلي الأوسط لفلسطين، فوق رقعة منبسطة إلى متموّجة من الأرض ترتفع 150م عن سطح البحر. بدأ المجرى الأعلى لوادي المالح سيره نحو وادي الصرار على بعد 2 كم شمالي القرية.

## احتلال القرية وتطهيرها عرقيًّا
أول هجوم سُجّل كخبر وقع في الصباح الباكر من يوم 20 كانون الأول/ديسمبر 1947، بحسب ما جاء في تقارير الصحف، فبُعيد منتصف الليل اقتربت مجموعة من المهاجمين الصهيونيين من مشارف القرية، وأطلقت النار عليها. استمر إطلاق النار متقطعًا ثلاث ساعات، ثم عقبه وابل من القنابل اليدوية. كما ذكرت صحيفة «فلسطين» أنّ سكان القرية ردوا على إطلاق النار بالمثل. كما قدّرت الشرطة البريطانية أن قرويًا قُتِل أثناء تبادل إطلاق النار، وأنّ اثنين آخرين جُرحا، بينهما امرأة. بينما ادّعت الهاغاناه أن خسائر العرب أكثر من هذا بكثير. كما حاولت الشرطة تعقّب المهاجمين، وفق ما ذكرت «نيويورك تايمز» إلّا أنّها أخفقت.
في 9-10 تموز/يوليو 1948، اجتاحت وحدات من لواء «غفعاتي» القرية في هجوم شُنّ مع نهاية الهدنة الأولى. من الأهداف المعلنة لعملية أن-فار كان طرد أكثر من 20,000 نسمة من سكان منطقة تمتد على شكل الهلال جنوبي الرملة. ويشير «تاريخ حرب الاستقلال» إلى عمليات تطهير في مؤخر اللواء، لإزالة التهديد والخطر الماثل في وجود تجمعات سكنية عربية في مؤخر الجبهة. لكنّ المؤرخ الإسرائيلي بِني موريس يزعم أن طرد المدنيين طردًا مباشرًا لم يكن ضروريًا، لأنهم كانوا يفرّون من تلقاء أنفسهم مع اقتراب الطوابير الإسرائيلية من قراهم. هُجّر سكان قزازة، كغيرهم من سكان المنطقة، صوب منطقة الخليل في أرجح الظن.

## القرية اليوم
يقع الموقع داخل منطقة عسكرية مغلقة.

## المستعمرات الإسرائيلية على أراضي القرية
تقع مستعمرة «تيروش»، التي أُسّست في سنة 1955، قريبة من موقع القرية، لكنّها مبنية على أرض تابعة لقرية عجور المهدمة والواقعة في قضاء الخليل، خارج حدود قضاء الرملة. أمّا الموقع نفسه فهو اليوم قاعدة عسكرية مسيّجة، ومحظور دخولها.